# 메시에 48

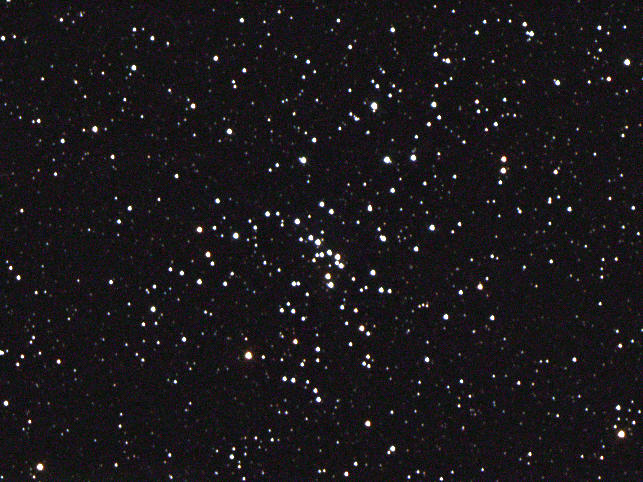
M48

메시에 48(NGC 2548)는 바다뱀자리에 있는 산개 성단이다. 1771년 2월 19일 샤를 메시에가 발견하여 메시에 천체 목록에 넣었다. 처음에 메시에가 위치를 잘못 기록하는 바람에 존재 유무의 논란이 있었으나 1959년 모리스가 위치를 바로잡아 존재 유무를 확인하였다.
M48는 지구에서 약 1,500광년 떨어져 있으며, 겉보기 등급은 +5.5등급이다. 시직경은 54분으로 직경은 약 23광년이다. 약 3억 년 전에 형성되었으며, 적어도 80개 이상의 별들로 이루어져 있다.

## 같이 보기
- 메시에 천체 목록